# Mont Racine
Mont Racine är en bergstopp i Schweiz. Den ligger i kantonen Neuchâtel, i den västra delen av landet, 50 km väster om huvudstaden Bern. Toppen på Mont Racine är 1 439 meter över havet.